# Hygrohypnum alpinum
Hygrohypnum alpinum là một loài Rêu trong họ Amblystegiaceae. Loài này được (Lindb.) Loeske mô tả khoa học đầu tiên năm 1904.